# النعمان بن سنان
النعمان بن سنان صحابي جليل كان مولى لقبيلة الخزرج من الأنصار شهد مع النبي محمد ﷺ غزوة بدر وغزوة أحد.